# سیاه‌خروس‌ها
سیاه‌خروس‌ها سرده‌ای از پرندگان از زیرخانواده تذرویان (سیاه‌خروسیان) (Tetraoninae) است. آنها به عنوان خروس‌های سیاه شناخته می‌شوند زیرا پرهای نر هر دو گونه به عنوان رنگ پایه سیاه است.

## آرایه‌شناسی
سرده Lyrurus در سال ۱۸۳۲ توسط طبیعت‌شناس انگلیسی ویلیام جان سوینسون با سیاه‌خروس سیاه به عنوان گونه نماد معرفی شد. نام سرده ترکیبی از کلمه یونانی باستان lura به معنای «چنگ» با -ouros به معنای «دمدار» است.

### گونه‌ها
این سرده شامل دو گونه است:
| نگاره | نام علمی              | نام ریاج        | پراکندگی |
| ----- | --------------------- | --------------- | --- |
|       | Lyrurus tetrix        | سیاه‌خروس سیاه   | اروپا (به ویژه آلپ سوئیسی-ایتالیایی-فرانسوی) از بریتانیای کبیر (اما نه ایرلند) از طریق اسکاندیناوی و استونی خاور دور در سراسر روسیه و بخش‌هایی از قزاقستان، مغولستان و چین |
|       | Lyrurus mlokosiewiczi | سیاه‌خروس قفقازی | قفقاز، به ویژه کوه‌های قفقاز |